# Liste der Wappen im Kreis Lübbecke
Diese Liste beinhaltet alle in der Wikipedia gelisteten Wappen des ehemaligen Kreises Lübbecke in Nordrhein-Westfalen.

## Kreiswappen
| Kreis                      | Wappen | Kommentare |
| -------------------------- | ------ | --- |
| Kreis Lübbecke (1935–1968) |        | Verliehen durch das preußische Staatsministerium am 9. März 1935: „In Silber ein erhöhter, mit einem silbernen Wellenbalken belegter roter Dreiberg.“                                                                        |
| Kreis Lübbecke (1968–1972) |        | Genehmigt durch den Innenminister von Nordrhein-Westfalen am 3. September 1968: „In Silber (Weiß) ein blauer Zinnenturm auf einem roten, mit zwei gekreuzten, abgewendeten silbernen (weißen) Schlüsseln belegten Dreiberg.“ |

## Wappen derÄmterund amtsfreien Städte
| Amt bzw. amtsfreie Stadt             | Wappen | Kommentare |
| ------------------------------------ | ------ | --- |
| Amt Alswede                          |        | |
| Amt Dielingen-Wehdem                 |        | Verliehen durch den Oberpräsidenten der Provinz Westfalen am 25. Mai 1939: „Das Wappen zeigt im silbernen Schild ein schwarzes schräg abwärts gerichtetes Kurzschwert, im silbernen Schildeshaupt einen roten Dreiberg.“                                  |
| Amt Gehlenbeck                       |        | Verliehen durch den Oberpräsidenten der Provinz Westfalen am 19. Juli 1938: „Das Wappen zeigt im roten Schildeshaupt einen silbernen Wellenbalken, darunter in Silber eine rote Spange, von grünem Kranz umgeben.“                                        |
| Amt Hüllhorst                        |        | Verliehen durch den Oberpräsidenten der Provinz Westfalen am 15. September 1938: „Das Wappen zeigt einen von Gold und Rot geteilten Schild, oben mit einer Burg, unten mit einem von 4 goldenen Kugel bewinkelten liegenden goldenen Balkenkreuz belegt.“ |
| Amt Levern                           |        | |
| Amt Preußisch Oldendorf              |        | Verliehen durch den Oberpräsidenten der Provinz Westfalen am 7. Januar 1936: „Das Wappen zeigt im silbernen Felde unter einem roten Sparren einen von 2 grünen Linden beseiteten roten Turm auf schwarzem Dreiberg.“                                      |
| Amt Rahden                           |        | Genehmigt durch den Innenminister von Nordrhein-Westfalen am 26. August 1969: „In silbernem (weißem) Schildhaupt drei blaue fünfblättrige Rosen, darunter in Rot zwei schräggekreuzte silberne (weiße) Haken mit Griff.“                                  |
| Stadt Espelkamp (seit 1966 amtsfrei) |        | Genehmigt durch den Innenminister des Landes Nordrhein-Westfalen am 23. Juni 1966: „Von Silber (Weiß) und Schwarz geteilt; oben drei fächerförmig gestellte grüne Espenblätter mit schwarzen Stielen, unten ein durchgehendes silbernes (weißes) Kreuz.“  |
| Stadt Lübbecke (amtsfrei)            |        | Genehmigt durch Erlass des preußischen Königs vom 15. Mai 1908: „In Rot zwei schräg gekreuzte silberne Schlüssel mit abgewendeten Bärten oben, darüber schwebend ein sechsstrahliger goldener Stern.“                                                     |

## Wappen der amtsangehörigen Städte und Gemeinden

### Amt Gehlenbeck
| Ort                  | Wappen | Kommentare |
| -------------------- | ------ | --- |
| Gemeinde Frotheim    |        | Verliehen durch den Oberpräsidenten der Provinz Westfalen am 17. Februar 1939: „Das Wappen zeigt in Silber drei (2:1) rote Kiefernzapfen; im roten Schildeshaupt einen silbernen Wellenbalken.“                                          |
| Gemeinde Gehlenbeck  |        | Verliehen durch den Oberpräsidenten der Provinz Westfalen am 29. September 1938: „Das Wappen zeigt im schwarzen Schildeshaupt einen goldenen Wellenbalken, darunter in Gold einen schwarzen Topf.“                                       |
| Gemeinde Isenstedt   |        | Verliehen durch den Oberpräsidenten der Provinz Westfalen am 21. Februar 1939: „Das Wappen zeigt in Gold drei naturfarbene (braune, mit grünen Blättern besetzte) Schilfkolben; im schwarzen Schildeshaupt einen goldenen Wellenbalken.“ |
| Gemeinde Nettelstedt |        | Verliehen durch den Oberpräsidenten der Provinz Westfalen am 17. Februar 1939: „Das Wappen zeigt in Silber ein grünes, schräglinks gestelltes, natürliches Nesselblatt; im grünen Schildeshaupt einen silbernen Wellenbalken.“           |

### Amt Levern
| Ort             | Wappen | Kommentare |
| --------------- | ------ | --- |
| Gemeinde Levern |        | Genehmigt durch den Innenminister von Nordrhein-Westfalen am 28. Oktober 1968: „In Blau eine silberne (weiße) Lilie; in blauem, allseitig golden (gelb) ummauertem Schildfuß zwei silberne (weiße) Wellenbalken.“ |

### Amt Preußisch Oldendorf
| Ort                       | Wappen | Kommentare |
| ------------------------- | ------ | --- |
| Stadt Preußisch Oldendorf |        | Verliehen am 23. Februar 1910: „In Silber ein erhöhter roter Sparren, oben in den Ecken je ein sechsstrahliger roter Stern, unten zwei schräg gekreuzte rote Schlüssel mit abgewendeten Bärten oben.“ |